# Rhectosemia
Rhectosemia là một chi bướm đêm thuộc họ Crambidae.